# J. Erik Jonsson
John Erik Jonsson, född 6 september 1901 i Brooklyn, New York, död 1 september 1995 i Dallas, var en av de fyra personer som grundade föregångaren till Texas Instruments år 1930. De arbetade med seismologisk mätapparatur för oljeprospektering och startade eget för att utveckla miniatyriserade apparater.

## Biografi
Erik Jonssons föräldrar hade utvandrat från fattigsverige. Enligt en intervju med honom i Computer Sweden 1986 fick han bekosta sina studier själv med hjälp av nattarbete och affärer – som att sälja bildäck eller hemmabyggda radioapparater.
Under 1920-talet arbetade han i aluminiumindustrin och bilbranschen för att 1930 tillsammans med Eugene McDermott, Cecil Green och Pat Haggerty bilda Geophysical Service i Dallas. Där började han som laboratoriechef. När bolaget ombildades till Texas Instruments 1951 blev han VD, från 1958 styrelseordförande.
Han var borgmästare i Dallas 1964-1971. Han satt i stadens ledning redan när John F. Kennedy sköts och fick meddela världen om dödsfallet. Som borgmästare arbetade han för att tvätta bort associationerna till mordet från Dallas namn.
Amerikanska Vasaorden utnämnde honom till 1986 års svenskamerikan.